# Inger Thorén
Inger Arvidsdotter Thorén, ogift Bildt, född 30 september 1913 i Sankt Matteus församling i Stockholm, död 18 november 1985 i Huddinge församling i Stockholms län, var en svensk ingenjör och livsmedelskemist.
Inger Thorén var dotter till byråchefen Arvid Bildt och Signe Borg. Hon gick ut Kungliga Tekniska Högskolan som civilingenjör med kemiinriktning 1938, där hon efter avgångsexamen blev högskolans första kvinnliga assistent. Hon var driftingenjör hos Kabi i Hornsberg i Stockholm 1940–1949 och cerealkemist hos Kooperativa Förbundets bagerilaboratorium 1953–1957. Hon var verksam vid Kvarnen Tre Kronors utvecklingslaboratorium 1957–1960 och därefter produktchef vid Kungsörnens utvecklingsavdelning 1960–1970. Thorén var aktiv i Svensk förening för näringslära och inom detta ämne hade hon uppdrag bland annat som lärare vid olika universitetsinstitutioner.
I sitt utvecklingsarbete som livsmedelskemist intervjuades hon återkommande från 1950-talet och in på 1980-talet i såväl rikstidningar som lokaltidningar. Det rörde sig om skolbröd, idealmjöl, majsflingor, proteintillsatser i mjöl, datummärkning, när det infördes, och konserveringsmedel. Vidare medverkade hon TV-programmet Konsumentens brevlåda 1964. Hon skrev artiklar för tidningen Livsmedelsteknik och medarbetade i läromedel som Bagerikemi (1956), Bättre brödsäd (1956) och Att baka bröd (1983).
Efter pensioneringen verkade hon som konsult samt gjorde utredningar för Svensk spannmålshandel och Brödinstitutet i Stockholm. Hon var ledamot av för Bildtska släktföreningen och Bildtska hembygdsmuseet i Morlanda på Orust.
Inger Thorén gifte sig 1941 med disponenten Ernst Thorén (1913–1985) och fick med honom tre barn, däribland Kerstin Thorén Tolling.